# Maurice Vandeweyer
Maurice Vandeweyer, né le 21 février 1945 à Vliermaal, (Limbourg), et mort le 17 août 2021 à Couvin (province de Namur), est un auteur et chroniqueur belge dont l’œuvre traite du théâtre et des légendes de sa région, l'Entre-Sambre-et-Meuse. Il a aussi écrit sur la gastronomie.

## Biographie
Maurice Vandeweyer naît le 21 février 1945 à Vliermaal. Il est professeur de mathématiques. Connaisseur de sa cuisine régionale, il participe à l’émission Gastronomiquement vôtre sur Skyrock et ensuite Nostalgie Couvin.
En 1980, dans le cadre du millénaire de la principauté de Liège, il scénarise une bande dessinée sur la légende du comte à la Houssette pour le dessinateur Xavier Cannonne. Il participe à plusieurs concours avec le dessinateur Christian Rzyski, dont le Festival international de la bande dessinée d'Angoulême. Finalement, deux bandes dessinées sont publiées dans le périodique Jet des éditions Le Lombard en 1990. Avec une pièce de théâtre intitulée Il était une fois un bac, il remporte le premier prix du concours français des Arts et Lettres à Angers, en 1989. Parallèlement, il est approché pour réaliser les scénarios de jeux sons et lumières, principalement à Nismes en 1988 et 1989. De 1989 à 1994, il anime les acteurs autour du château Licot[réf. nécessaire].
Il est journaliste indépendant et chroniqueur dans le quotidien belge L'Avenir pendant 30 ans.
Devenu membre de la SABAM, il entreprend la rédaction de Contes et légendes de l'Entre-Sambre-et-Meuse. Maurice Vandeweyer a effectué un travail de compilation et de réécriture de légendes à travers toute sa région. En 2002, il publie Quand l'Entre-Sambre-et-Meuse se met à table.
Fin 2004, Maurice Vandeweyer revient avec de nouvelles légendes[C'est-à-dire ?]. 
Et en 2008, les éditions Racine publient Histoires de l'Entre-Sambre-et-Meuse, préfacé par le chanteur William Dunker et illustré par Michel Michaux. L'ouvrage conte les espiègleries de Julien et Mimile qui les font toutes, dans leur village.
En 2012, il crée avec Christophe Delire et Martine Jamin un théâtre de marionnettes : la compagnie du Tradery. Pour la première prestation, Maurice Vandeweyer crée les marionnettes et la pièce La Geste de Guillaume. En 2013, il fabrique deux nouvelles marionnettes "Djosèf et Françwès", deux héros namurois présentés la même année lors des Fêtes de Wallonie, sur un spectacle de l'association sans but lucratif Isolat (collectif d'artistes). En 2013, il consacre un ouvrage à Ivan Ivanof intitulé Ivan Ivanov, sa 25e heure aux Éditions du peuple,, une personnalité locale et réfugié politique bulgare.
Il meurt accidentellement le 17 août 2021 à Couvin, à l'âge de 76 ans.

### Vie privée
Il était domicilié à Mariembourg et il avait deux filles et deux garçons[réf. à confirmer].

## Œuvres

### Publications

#### Livres
- Contes et légendes de l'Entre-Sambre-et-Meuse, illustrations : Dominique Schillings, Noir Dessin Production, Grivegnée, 2000  (ISBN 2-87351-051-X).
- Quand l'Entre-Sambre-et-Meuse se met à table, préface de Marc Danval, illustrations : Dominique Schillings, Noir Dessin Production, 2002  (ISBN 2-87351-070-6).
- Autres contes de l'Entre-Sambre-et-Meuse, éd. Imprimage, 2004. Illustration de couverture d'Audrey Letêcheur.
- Histoire de l'Entre-Sambre-et-Meuse[8], préface : William Dunker, illustrations : Michel Michaux, éditions Racine, 2008.  (ISBN 978-2-87386-544-3).
- Ivan Ivanov, sa 25e heure[11], les Éditions du peuple, 2013.  (ISBN 978-2-87531-026-2)
- Fernand Platbrood, l'Alter-Native, ça presse pour une énergie durable et équitable, WebOpera Éditions Diffusion, 2014.
- Balades entre châteaux et légendes, Ecrifix.be, 2020.

#### Bande dessinée
- Le Comte à la houssette[13], dessins de Xavier Cannonne, éd. Collège Champagnat, 1980 ;
- Landru, adaptation, dessins : Christian Rzyski (16 planches),deuxième prix de la ville de Liège dans le cadre de l'année Simenon en 1987[1].
- Le Fraudeur Calteau, dessins : Christian Rzyski (9 planches), Jet, no 4 Le Lombard, avril 1990 ;
- Et pour quelques glorioles de plus, dessins de Christian Rzyski (4 planches), Jet, no 10 Le Lombard, mai 1991.

#### Publications en revues
- Le Petit Homme noir, nouvelle, dans le livre de Jean Morette, préface de Julos Beaucarne, éd. Michel frères de Virton, 2004
- La Belle et le Troubadour, conte, dans la revue Pollen d'azur, éd. 47 Virton, no 26, septembre 2005
- Le Civet de la belle Angèle, Gazette no 10 (automne–hiver 2006), édition Au sanglier des Ardennes, Oignies-en-Thiérache
- Le Meurtre du Ry d'Alysse, Gazette no 11 (printemps 2007), édition Au sanglier des Ardennes, Oignies
- Les Coups de Pierre, Gazette no 12 (printemps 2007), édition Au sanglier des Ardennes, Oignies
- Le Trou du Diable, Gazette no 13 (printemps 2008), édition Au sanglier des Ardennes, Oignies
- Le Notaire Cabaraux, Gazette no 14 (printemps 2008), édition Au sanglier des Ardennes, Oignies
- Octave Batave, Gazette no 18 (automne–hiver 2010), édition Au sanglier des Ardennes, Oignies
- La Vraie Histoire de La Rouge, sorcière de son état, Gazette no 19 (printemps 2011), édition Au sanglier des Ardennes, Oignies
- La Montagne magique ou la Leçon de champignon, Gazette no 20 (automne 2011), édition Au sanglier des Ardennes, Oignies

#### Plaquettes
- La Cense du Maugré, éd. Le Maugré, Nismes, 1988
- Crayateries, éd. Le Maugré, Nismes, 1989
- Si l'Eau Noire m'était contée, éd. Le Maugré, Nismes, 1991
- La Malédiction, éd. Le Maugré, Nismes, 1992
- Le Cidre des Nutons, Les Nutons de Petigny, 2007
- Le Nuton et le Mauvais Bien, Les Nutons de Petigny, 2008
- Les Couleuvres de Hierges, éd. Imprimage, 2008
- Les Dames de Meuse, Imprimage, 2008
- La Légende du Grand Breux, Imprimage, 2008
- Si les Leus étaient des Goules, Imprimage, 2009

### Théâtre

#### Théâtre scénique
- Le Bac : primé aux Arts et Lettres de France en 1989[1]. Jamais joué ni publié.
- Son et lumières à Nismes : 
  - Si l'Eau Noire m'étais contée ;
  - Anne de Virelles;
  - La Malédiction ;
  - Le Maugré
- La Sorcière de Treignes ou les Déboires de Marguerite, dans Les Sorcières, mythes ou réalités, éd. Dire, 2008 : joué à Treignes à l'Écomusée (2009) et au château de Vierves (2011).

#### Théâtre de marionnettes
- La Geste de Guillaume, 2012
- Djosèf et Françwès, 2013

## Postérité
À l'annonce de son décès le journaliste Jean-Luc Henrard de L'Avenir rapporte que sur les réseaux sociaux il est décrit comme un homme « jovial, passionné, truculent, cultivé, bon vivant, affable mais parfois bourru, amoureux de sa région et du journal L’Avenir dont il était correspondant de presse ».